# Service de soutien de la flotte
 (décembre 2018).
Si vous disposez d'ouvrages ou d'articles de référence ou si vous connaissez des sites web de qualité traitant du thème abordé ici, merci de compléter l'article en donnant les références utiles à sa vérifiabilité et en les liant à la section « Notes et références ».
Le Service de soutien de la flotte (SSF) est un service de la Marine nationale française créé dans le but d'assurer dans une structure unique la maîtrise d'ouvrage du maintien en condition opérationnelle (MCO) — communément appelé maintenance — des bâtiments de surface, sous-marins et moyens navals de la marine et des autres armées. 

## Création
Créé en juin 2000, pour séparer les rôles de maîtrise d'ouvrage et de maîtrise d'œuvre industrielle, le SSF qui a commencé par s'appeler le SFS (soutien de la force stratégique) a également pour mission de gérer les pièces de rechange navales, de mettre en œuvre les installations indispensables au maintien en condition opérationnelle des navires à propulsion nucléaire et de faire réaliser le démantèlement des bâtiments en fin de vie à l’exception des bâtiments à propulsion nucléaire. 
Outre les 400 navires dont 72 bâtiments de combat de la Marine nationale, le SSF assure, depuis le 1er janvier 2013, l’entretien des engins flottants des autres armées dans le cadre d’une logique non plus d’armée mais de milieu. 
Le SSF assure également depuis 2017 la maîtrise d’ouvrage déléguée (MOAd) des matériels nautiques, de plongée et de sécurité. 
Le SSF a aussi la responsabilité d’exploitant des infrastructures industrielles et portuaires destinées au maintien en condition opérationnelle (MCO) des bâtiments de surface, des sous-marins et des installations nucléaires associées.
Le service de soutien de la flotte, chargé du MCO naval, dispose d’une organisation au contact des forces mais aussi de la direction générale de l'Armement (DGA) et de l’État-major de la Marine militaire (EMM). Son objectif est de maintenir au niveau fixé par le ministre des armées la disponibilité des bâtiments et équipements qui lui sont confiés tout en maîtrisant les coûts.

## Organisation géographique
Le SSF est dirigé par un ingénieur général de l’armement et est placé sous l’autorité directe du chef d’état-major de la marine. Il s'articule autour d'une direction centrale à Paris ; de directions locales à Brest et à Toulon ; d'antennes à Cherbourg et outre-mer : Papeete, Nouméa, Fort-de-France, Port-des-Galets et Mayotte. Il emploie environ 900 personnes militaires et civiles issues à la fois de la marine (80%) et de la DGA (20%). La direction centrale assure une fonction de pilotage avec une cinquantaine de personnes. La direction locale de Brest comprend un effectif d’environ 420 personnes (360 personnes à Brest et 60 personnes réparties dans les 5 antennes) pour 420 personnes environ à la direction locale de Toulon.
La direction centrale fixe les orientations et coordonne les activités des directions locales, prononce les arbitrages en liaison étroite avec l'EMM et les forces. 
Elle assure le pilotage des activités des directions locales, organise et met en œuvre le dialogue avec les services de l’état-major de la marine et l’état-major des armées ; de la direction générale de l’armement dans le cadre de la préparation du soutien initial des programmes navals du futur et de la gestion des opérations de modernisation ; de la force d’action navale pour les bâtiments de surface et la force océanique stratégique pour les sous-marins.

## Organisation matricielle
Pour assurer la cohérence globale du soutien, redonner du potentiel aux bâtiments de la marine, garantir leur disponibilité et optimiser leur cycle de maintenance, le service de soutien de la flotte structure ses actions autour d’opérations (20 actuellement) pilotées par les directions locales. Une opération rassemble l'ensemble des actions permettant d'assurer, sur une période de temps donnée, typiquement la durée d’une loi de programmation militaire (LPM), le maintien en condition opérationnelle d'une famille de navires (frégates fortement armées par exemple) et des moyens nécessaires à terre. 
Pour chaque opération, un responsable, équivalent d'un directeur de programme au sein de la DGA :
- définit le contenu physique des actions permettant d'atteindre les objectifs de disponibilité technique, et les échéanciers financiers associés ;
- planifie et organise la contractualisation auprès de maîtres d'œuvre industriels ;
- assure le suivi quotidien de l'exécution des contrats, la coordination avec les autres acteurs étatiques ;
- assure la liaison avec les autorités organiques locales (ALFAN ou ALFOST).

Pour assurer ces tâches, le responsable d'opération s'entoure d'une équipe spécialisée, d'environ une dizaine de personnes, constituée de collaborateurs mis à sa disposition par les sous-directions logistiques, techniques, Achats-finances ou Plan-méthodes.
Dans le cadre des équipes de programme intégrées (EDPI), le SSF implique dès la phase de réalisation et jusqu’à leur retrait du service, un responsable du soutien en service (RSS). Celui-ci, acteur incontournable du MCO d’une famille de bâtiment en tant que responsable d’opération, apporte sa connaissance du soutien en service à l’EDPI afin d’anticiper le soutien logistique intégré (outillages, plan de maintenance, rechanges affectés et non affectés, …). Comme les responsables d’opérations se situent au plus près des navires, un chargé de mission « programmes futurs » est en place à la direction centrale à Paris afin de participer aux nombreuses réunions parisiennes dans les stades de réalisation des opérations d’armement et garantir ainsi la bonne retransmission des informations vers les ports.

## Contractualisation du MCO naval
Maître d'ouvrage dont la mission est de garantir la disponibilité technique des bâtiments au meilleur coût, le SSF confie à des maîtres d'œuvre industriels, la responsabilité de l'entretien par des marchés globaux. Ces marchés se caractérisent par :
- un regroupement de bâtiments par groupe homogène pour une durée de 5 à 7 ans ;
- la prise en compte de l'ensemble du bâtiment, en particulier de ses installations dont la disponibilité technique est nécessaire aux missions assignées à l’unité ;
- un partage des risques et des modalités de rémunération qui associent objectifs de résultats (disponibilité constatée) et de moyens (liste de travaux issus de la politique de maintenance) ;
- l'ouverture à la concurrence en dehors des bâtiments à propulsion nucléaire et des frégates de 1er rang, qui requièrent du concepteur une garantie du maintien des principales caractéristiques et performances sur la durée de vie.

## Autres acteurs du MCO naval
Les activités de soutien de la flotte mobilisent un budget annuel autour d’1,1 milliard d’euros avec des fluctuations d’environ 20 à 30% pouvant être liées à l’engagement de contrats pluriannuels ainsi qu’aux cycles des arrêts techniques majeurs. Cette ressource financière stimule le tissu industriel de la réparation navale dont la diversité permet une mise en concurrence efficace des marchés d’entretien des bâtiments à propulsion non nucléaires et faiblement armés. Outre Naval Group, les principaux industriels titulaires de marchés de MCO sont Chantiers de l’Atlantique, Thales, CNN-MCO, Piriou Naval Services, Cegelec, LGM, NEXEYA et Constructions Mécaniques de l’Ouest.
Auprès du SSF, les principaux contributeurs étatiques au MCO naval sont, au sein des bases navales, les ateliers et magasins du service logistique de la marine (SLM). Le SLM est ainsi chargé du magasinage et de la délivrance des pièces de rechange. Le dimensionnement des stocks, leur répartition et la planification du ravitaillement, restent sous la responsabilité du SSF. Les ateliers du SLM apportent également leur soutien dans le cadre de l'entretien opérationnel et contribuent, sous le pilotage du SSF, à la réalisation de tâches de maintenance en arrêt technique ou hors arrêt technique faisant appel à ses compétences spécifiques et qui ne relèvent pas des marchés d'entretien.

## Engagement qualité
Acteur précurseur de la démarche qualité au sein du ministère, le SSF est certifié ISO 9001 depuis 2004 sur l'ensemble de ses sites : il est passé à la version 2015 de la norme dès mars 2016.

### Règlementations
- Décret no 2000-585 du 28 juin 2000 fixant les attributions du service de soutien de la flotte, modifié par le décret no 2009-180 du 5 octobre 2009 (attributions et organisation de la DGA) et par le décret no 2011-328 du 25 mars 2011 (transfert des pyrotechnies suite création SIMu).
- Arrêtés du 28 juin 2000 :
  - portant organisation du service de soutien de la flotte, modifié par arrêté du 25 mars 2011 (création du SIMu),
  - portant organisation des sous-directions de la direction centrale du SSF.
- Arrêté no 52 du 7 mars 2001 relatif à la disponibilité et au maintien en condition opérationnelle des bâtiments en service dans la marine nationale